# Bersærk (film)
|  | Denne artikel er oprettet af botten Steenthbot ud fra en ekstern database. Den kan derfor have sproglige fejl eller mangler. Denne skabelon kan fjernes efter kontrol af indholdet. |

Bersærk er en dansk kortfilm fra 2023 instrueret af Amanda Renai Curdt-Christiansen og Manon Mugnaini Girault.

## Handling
Filmen er en mockumentary som følger Archie, en ung britisk-kinesisk immigrant bosat i Danmark, som tror at han er reinkarnationen af Thor. Gennem håndholdte optagelser og talking heads lærer vi hvordan hans nye mentalitet har påvirket ham i hans daglige tilværelse. Nu bliver Archie ikke kun fremmedgjort på grund af sin etnicitet, men også på grund af sin nyfundne tro. Dette forstærker samfundets udstødelse af ham, og som en slags forsvar retter Archie sine frustrationer mod sin ekskæreste, Jette, som han mener er en jætte der planlægger Ragnarok. Hun får et polititilhold mod ham, hvilket tvinger Archie til at anerkende sine vrangforestillinger. Dokumentarholdet rækker ud til Jette i håb om at finde en slutning til deres film - men finder i stedet ud af, at Archie havde fuldstændig ret i sine anklager mod hende.

## Medvirkende
- Oscar Burton Xi, Thor/Archie
- Rikke Ahm Hansen, Jette
- Frederik Carlsen, Drunk Racist Guy at Bar
- Camilla Gottlieb, Kamilla